# Dicranomyia kirishimana
Dicranomyia kirishimana là một loài ruồi trong họ Limoniidae. Chúng phân bố ở miền Cổ bắc.